# Ermindo Onega
Ermindo Ángel Onega (Las Parejas, 1940. április 30. – 1979. december 21.) argentin válogatott labdarúgó.
1979-ben hunyt el autóbalesetben, mindössze 39 évesen.

## Pályafutása

### A válogatottban
1960 és 1967 között 33 alkalommal szerepelt az argentin válogatottban és 11 gólt szerzett. Részt vett még az 1966-os világbajnokságon.

## Sikerei, díjai

### Játékosként
River Plate
- Argentin bajnok (1): 1957

Argentína
- Pánamerikai bajnokság (1): 1960

Peñarol
- Interkontinentális bajnokok szuperkupája (1): 1969